# Dzwonkówka porfirowobrązowa

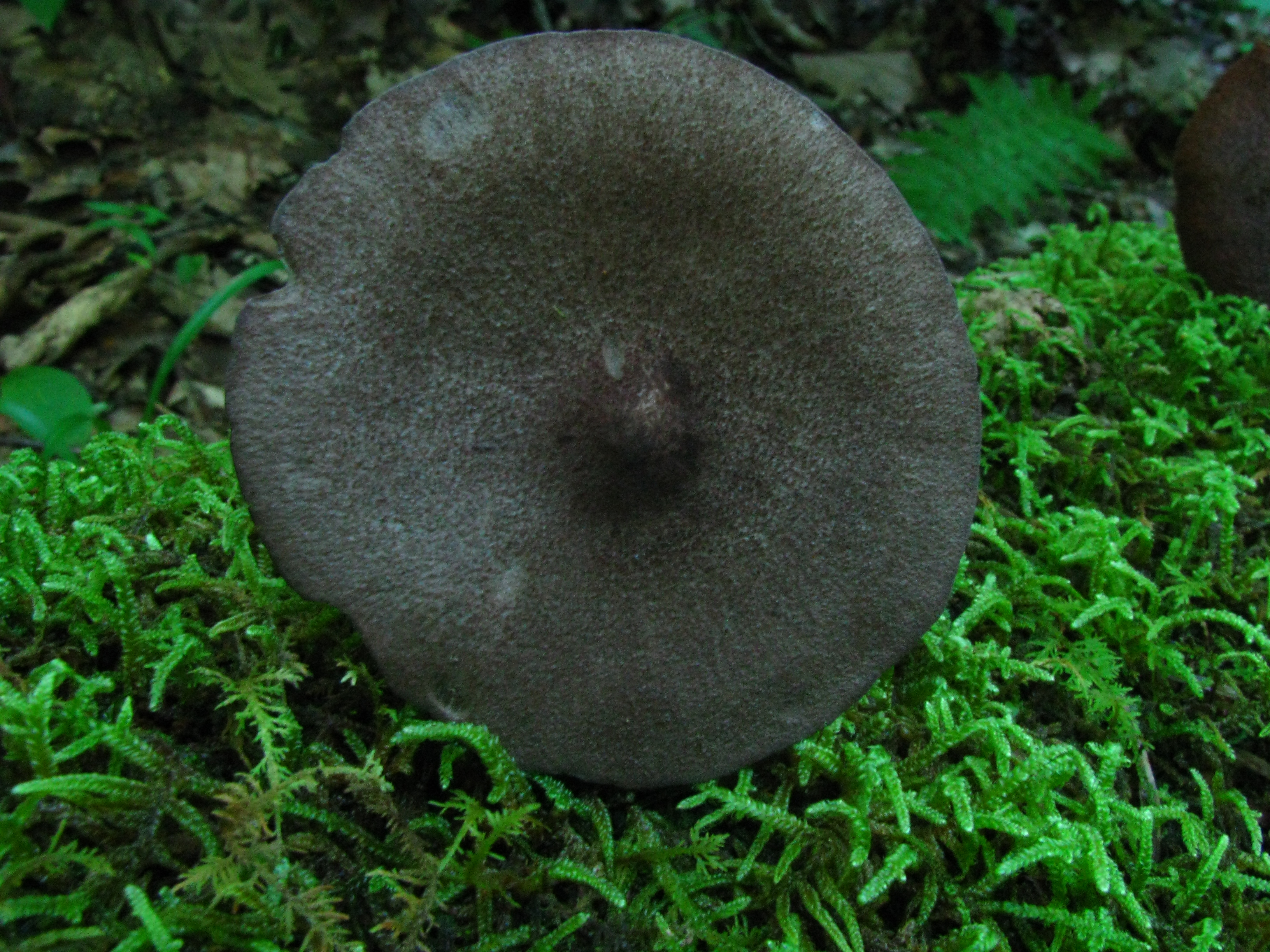

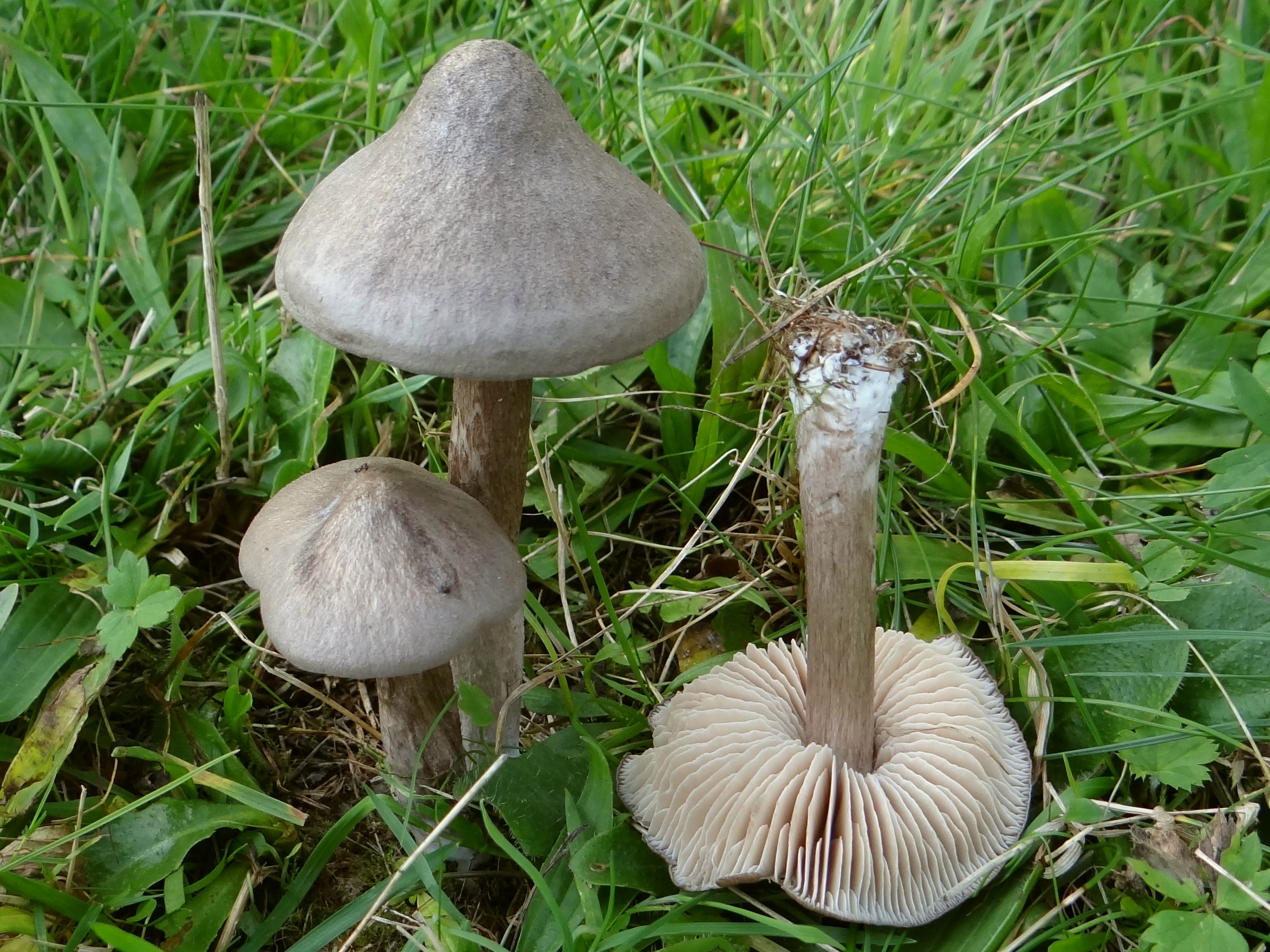

Dzwonkówka porfirowobrązowa (Entoloma porphyrophaeum (Fr.) P. Karst.) – gatunek grzybów z rodziny dzwonkówkowatych (Entolomataceae).

## Systematyka i nazewnictwo
Pozycja w klasyfikacji według Index Fungorum: Entoloma, Entolomataceae, Agaricales, Agaricomycetidae, Agaricomycetes, Agaricomycotina, Basidiomycota, Fungi.
Po raz pierwszy zdiagnozował go w 1857 r. Elias Fries, nadając mu nazwę Agaricus porphyrophaeus. Obecną, uznaną przez Index Fungorum nazwę, nadał mu Petter Adolf Karsten w 1879 r. Synonimy:

- Agaricus porphyrophaeus Fr. 1857
- Leptonia porphyrophaea (Fr.) Largent 1977
- Rhodophyllus porphyrophaeus (Fr.) J.E. Lange 1921
- Trichopilus porphyrophaeus (Fr.) P.D. Orton 1991

Nazwę zwyczajową zaproponował Władysław Wojewoda w 2003 r.

## Morfologia
Kapelusz
Średnica 4–14,5 cm, początkowo stożkowy, potem stopniowo wypłaszczający się, w końcu całkowicie rozpostarty, zazwyczaj z wyraźnie wypukłym środkiem. Brzeg początkowo podwinięty, potem wyprostowany i pofalowany lub popękany. Jest niehigrofaniczny; w stanie wilgotnym nieprzeźroczysty i nieprążkowany. Powierzchnia promieniście włóknista, czasami z bardzo drobnymi łuseczkami, w stanie suchym filcowata. Początkowo jest brązowawa lub czerwono-brązowa z fioletowym połyskiem, przy brzegu nieco jaśniejsza, potem stopniowo traci fioletowe zabarwienie.
Blaszki
W liczbie 40–60 z międzyblaszkami (l=3-7), głęboko wykrojone lub wolne, o szerokości do 20 mm, początkowo białe lub kremowe, potem różowe lub łososiowe, w końcu brązowo-różowe. Ostrza nierównomiernie ząbkowane tej samej barwy.
Trzon
Wysokość 4–16 cm, grubość 5–8 mm, cylindryczny, czasami rozszerzający się ku podstawie, pełny. Powierzchnia włókienkowata lub łuseczkowata, silnie czerwonawoporfirowa. Podstawa biało filcowata.
Miąższ
W kapeluszu pod skórką tej samej barwy co powierzchnia, w środku różowy, wewnątrz trzonu białawy. Bez zapachu, lub o słabym, słodkawym zapachu. Smak łagodny lub nieprzyjemny, rzadziej orzechowy.
Cechy mikroskopowe
Zarodniki w widoku z boku nieregularnie kanciaste, o wymiarach 8–12 × 5,5–8 μm. Podstawki 32–60 × 9–13 μm, 4–zarodnikowe, ze sprzążkami. Pomiędzy podstawkami baryłkowate lub w kształcie kręgla cheilocystydy o wymiarach 20–60 × 7–20 μm, szerokiej podstawie z dzióbkiem o długości 3–12 μm, rzadko z jednokomórkową szyjką o długości 2,5–7 μm. Strzępki skórki kapelusza cylindryczne, z nabrzmiałymi elementami o szerokości do 25 μm. Zawierają wewnątrzkomórkowy brązowo-purpurowy pigment. W strzępkach hymenium i skórki sprzążki.
Gatunki podobne
Dzwonkówka torfowiskowa (Entoloma elodes) jest częściowo higrofaniczna; w stanie suchym ma jaśniejszy i matowy kapelusz, w stanie wilgotnym szarobrązowy lub szarofioletowy, czasem koncentrycznie strefowany.

## Występowanie i siedlisko
Dzwonkówka porfirowobrązowa w Europie jest szeroko rozprzestrzeniona i dość częsta na obszarach o klimacie umiarkowanym, głównie w Europie Północnej i Zachodniej. Notowana jest także w niektórych rejonach Azji i Ameryki Północnej. W Anglii i Irlandii jest częsta. W piśmiennictwie naukowym do 2003 r. podano na terenie Polski 4 stanowiska. Aktualne stanowiska podaje internetowy atlas grzybów. Jest w nim zaliczona do grupy gatunków chronionych i zagrożonych. Znajduje się na liście gatunków zagrożonych także w Niemczech, Danii, Holandii i Szwecji.
Występuje na słabo nawożonych, półnaturalnych obszarach trawiastych lub w lasach z krzaczastą wierzbą płożącą i innymi wierzbami, także w tundrze. W Polsce notowana od września do października na łąkach, pastwiskach, przydrożach, rzadziej w lasach iglastych i mieszanych.
Charakterystyczną cechą tego gatunku dzwonkówki jest długowieczność jej owocników – nawet kilka tygodni.